# Iso-Kalla
Iso-Kalla är en storsjö i Norra Savolax, Finland. Den är en del av Vuoksens vattensystem och består av flera mindre sjöar, som sammanbinds av sund.

## Ingående sjöar
De största sjöarna:
- Centralsjön är Kallavesi
- Sjön Suvasvesi är sammanbunden med Kallavesi genom sundet Vehmersalmi i sydost
- Sjöarna Juurusvesi, Muuruvesi och Melavesi är sammanbundna med Kallavesi genom sundet Jännevirta i mellersta delen av Kallavesi
- Sjön Riistavesi är sammanbunden med den södra delen av Melavesi genom sundet Susivirta

Sjöarna har en sammanlagd area på 890 km². Höjden på storsjön är 81,8 m ö.h. Staden Kuopio samt kommunerna Leppävirta och Siilinjärvi ligger vid Iso-Kalla.

## Nedslagskratrar
Suvasvesi är till stora delar uppbyggd av två parallella nedslagskratrar.